# Kodakî, Vasîlkiv
Kodakî (în ucraineană Кодаки) este o comună în raionul Vasîlkiv, regiunea Kiev, Ucraina, formată numai din satul de reședință.

## Demografie
Componența lingvistică a comunei Kodakî
     Ucraineană (98,17%)
     Rusă (1,45%)
     Alte limbi (0,39%)
Conform recensământului din 2001, majoritatea populației comunei Kodakî era vorbitoare de ucraineană (98,17%), existând în minoritate și vorbitori de rusă (1,45%).